# 아미노아실기전이효소

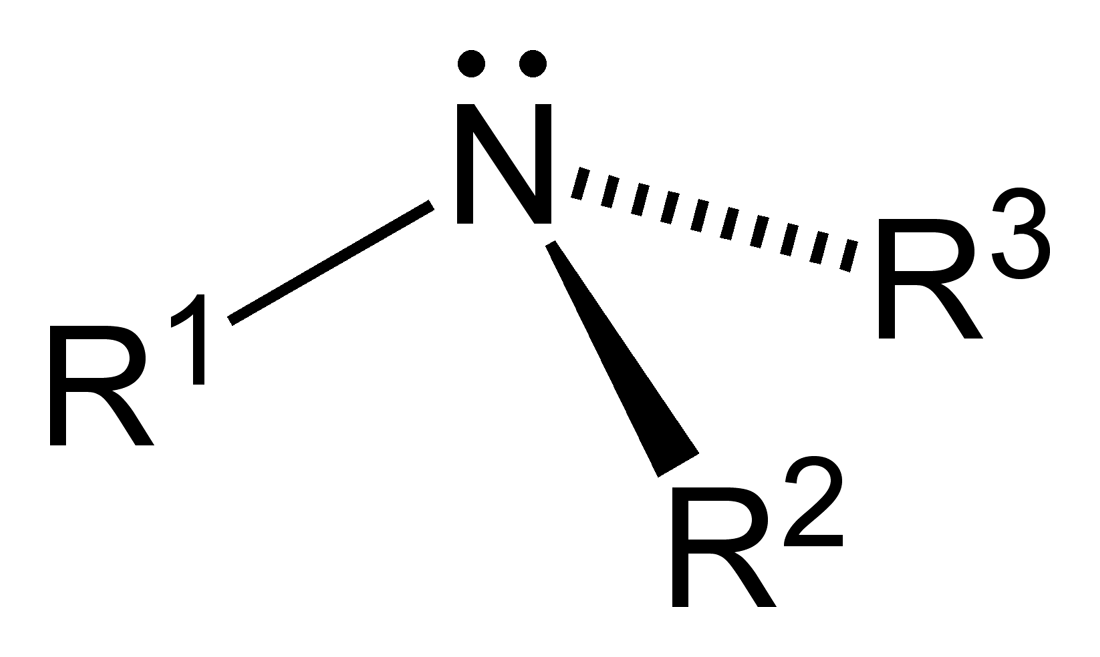
아민의 일반적인 구조

아미노아실기전이효소(영어: aminoacyltransferase) (EC 2.3.2)는 아미노기에 작용하는 아실기전이효소이다. 예를 들어 아미노아실-tRNA 합성효소는 에스터화를 통해 해당하는 tRNA에 아미노산을 부착시킨다. 아미노아실-tRNA 합성효소로 아미노산을 활성화시키려면 ATP를 AMP와 PPi로 가수분해해야 한다. 아미노아실-tRNA는 EF-Tu와 같은 신장인자와 밀접한 관련이 있다.
펩티딜기전이효소는 또한 펩타이드 결합의 형성을 촉매하는 아미노아실기전이효소의 일종이며, tRNA로부터 새로 합성된 단백질의 방출을 유도하는 가수분해 단계에 작용한다.

## 같이 보기
- 아실기전이효소
- 아세틸기전이효소